# Riverhead, New York
Riverhead är en kommun och administrativ huvudort i Suffolk County i den amerikanska delstaten New York. Kommunen grundades 1792 och utsågs samma år till huvudort i countyt (county town, beteckningen ändrad senare till county seat).

## Kända personer från Riverhead
- Otis G. Pike, politiker